# Атажукіно
Атажукіно (рос. Атажукино) — село у Баксанському районі Кабардино-Балкарії Російської Федерації.
Орган місцевого самоврядування — сільське поселення Атажукіно. Населення становить 5982 особи.

## Історія
Згідно із законом від 27 лютого 2005 року органом місцевого самоврядування є сільське поселення Атажукіно.

## Населення
| 1939  | 1959  | 1970  | 2002  | 2010  | 2012  | 2013  |
| ----- | ----- | ----- | ----- | ----- | ----- | ----- |
| 5511  | ↗6773 | ↘4609 | ↗5663 | ↘5516 | ↗5578 | ↗5666 |
| 2014  | 2015  | 2016  | 2017  | 2018  | 2019  | 2020  |
| ↗5712 | ↗5761 | ↗5797 | ↗5869 | ↗5902 | ↗5936 | ↗5982 |